# Nwankwo Kanu
Pour les articles homonymes, voir Nwankwo.
Nwankwo Kanu, né le 1er août 1976 à Owerri au Nigeria, est un footballeur international nigérian. Il évolue au poste d'attaquant.
Ballon d'or africain en 1996 et 1999, il remporte notamment les Jeux olympiques en 1996 avec la sélection olympique nigériane, la Ligue des champions en 1995 avec l'Ajax Amsterdam et la Coupe UEFA en 1998 avec l'Inter Milan.

## Biographie

### En club
Doté d'un grand gabarit (1,97 m), Kanu se fait connaître à l'Ajax Amsterdam, où il arrive en 1993 enorgueilli de la Coupe du monde des moins de 17 ans remportée avec le Nigeria.
Il remporte la Ligue des champions de l'UEFA 1994-1995 et atteint la finale l'année suivante. En 1996, tout juste champion olympique, il rejoint l'Inter Milan pour 4,13 M€, mais on lui découvre une anomalie cardiaque qui semble signer la fin de sa carrière. Il subit une opération à cœur ouvert, payée par Massimo Moratti président de l'Inter.
Après avoir retrouvé son niveau de jeu, il signe le 15 janvier 1999 à Arsenal contre 6,75 M€, où il devient un élément important, surtout lors de ses trois premières saisons. En 2004 et après cinq ans passés chez les Gunners, il doit quitter le club londonien et se rend à West Bromwich Albion, où il aura plus de temps de jeu.
En août 2006, après la relégation de West Bromwich, il rejoint le club de Portsmouth, où il reste jusqu'à août 2012 à la suite de difficultés financières au club. Son jubilé est organisé en juin 2011 à Lagos.

### En sélection
Il participe à son premier match avec l'équipe du Nigeria en avril 1994.
Vainqueur des Jeux olympiques de 1996 avec la sélection olympique, Kanu compte 87 sélections et 13 buts avec l'équipe du Nigeria entre 1994 et 2011. Il participe notamment aux Coupes du monde de 1998, 2002 et 2010.

## Carrière
- 1992-1993 : Heartland Football Club ( Nigeria)
- 1993-1996 : Ajax Amsterdam ( Pays-Bas)
- 1996- déc.1998 : Inter Milan ( Italie)
- Déc.1998-2004 : Arsenal ( Angleterre)
- 2004-2006 : West Bromwich Albion ( Angleterre)
- 2006-2012 : Portsmouth ( Angleterre)

## International
- Première sélection en mai 1994 contre la Suède.
- 87 sélections et 12 buts pour le Nigeria.

## Palmarès
Nigeria
- Vainqueur de la Coupe Afro-Asiatique des Nations en 1995
- Vainqueur des Jeux olympiques en 1996
- Vainqueur du Coupe du monde des moins de 17 ans en 1993
- Finaliste de la Coupe d'Afrique des nations en 2000
- Troisième de la Coupe d'Afrique des nations en 2002, 2004, 2006 et 2010

 Heartland Football Club
- Vainqueur du Championnat du Nigeria en 1993

 Ajax Amsterdam
- Champion des Pays-Bas en 1994, 1995 et 1996
- Vainqueur de la Coupe intercontinentale en 1995
- Vainqueur de la Supercoupe de l'UEFA en 1995
- Vainqueur de la Ligue des champions en 1995
- Vainqueur de la Supercoupe des Pays-Bas en 1994 et 1995
- Finaliste de la Ligue des champions en 1996

 Inter Milan
- Finaliste de la Coupe UEFA en 1997
- Vainqueur de la Coupe UEFA en 1998

 Arsenal
- Champion d'Angleterre en 2002 et 2004
- Vainqueur de la Coupe d'Angleterre en 2002 et 2003
- Finaliste de la Coupe d'Angleterre en 2001
- Vainqueur du Community Shield en 1999 et 2002
- Finaliste de la Coupe UEFA en 2000

 Portsmouth
- Vainqueur de la Coupe d'Angleterre en 2008

## Distinctions personnelles
- Ballon d'or africain en 1996 et 1999
- Footballeur de légende en 2016 par l'IFFHS
- Élu meilleur espoir de l'année de l'Ajax Amsterdam en 1995